# Mariela Marchisio
Mariela Alejandra Marchisio (San Francisco, Córdoba, Argentina,1967) es arquitecta, docente e investigadora. Luego de desempeñarse en cargos de gestión institucional, ocupa el cargo de vicerrectora en La Universidad Nacional de Córdoba y decana en la Facultad de Arquitectura, Urbanismo y Diseño de la Universidad Nacional de Córdoba desde 2017.

## Primeros años
La adolescencia de Mariela Marchisio transcurre en San Francisco. Durante la escuela secundaria, sus profesores la estimulan para que estudie arquitectura y debe convencer a su familia para que la dejen instalarse en Córdoba, que se encuentra ubicada a 200 km su ciudad natal, ya que hubieran preferido que se quedara y formara una familia allí. Para demostrarle a su madre el interés por la carrera, cursa en paralelo a los estudios de bachillerato la formación en Diseño de Interiores. Finalmente se traslada a Córdoba y estudia Arquitectura en la Universidad Nacional de Córdoba. 

## Trayectoria

### Docencia e Investigación
Mariela Marchisio comienza su carrera académica en 1986 mientras cursaba el segundo año de la carrera, en calidad de ayudante-alumna de Teoría de la Arquitectura. Apenas se recibe en 1992, concursa el cargo de profesora interina y de allí en más desarrolla una intensa actividad. Es este momento es profesora adjunta en las carreras de Arquitectura y Diseño Industrial de la FAUD (Universidad Nacional de Córdoba). Marchisio reconoce como sus mentores a Berta de la Rúa y a Raúl Halac que la orientaron en la carrera académica. En 2004 completa sus estudios de posgrado y obtiene el título en la Maestría en Gestión Ambiental del Desarrollo Urbano, donde posteriormente se incorpora como profesora. Sus primeros trabajos de investigación se vinculan a temas urbanos y de sustentabilidad y posteriormente desarrolla indagaciones referidas a la educación y la enseñanza del Diseño, los espacios educativos, gestión universitaria, entre otros. Marchisio es directora de equipos de investigación, extensión, maestrandos y becarios de la UNC y otras universidades. Es autora de libros referidos a Universidad Sustentable y Gestión de Universidades.

### Diseño y proyecto
Su carrera académica, de gestión e investigación se combina con el quehacer proyectual. Cinco años después de recibirse, en 1997 obtiene, junto a dos de sus compañeros de facultad, Cristian Nanzer y Raúl Pastor, el primer premio del concurso de anteproyectos para la Sede del Colegio de Arquitectos-Regional 2 (San Francisco, Córdoba, Argentina). Con Nanzer establecen el Estudio M+N y trabajan juntos hasta su disolución en 2012.
Las obras y proyectos de M+N abordaron especialmente las tipologías de arquitectura doméstica e institucional. Entre ellas se encuentran el Proyecto para la Capilla de Betania, en Quebracho Herrado (Córdoba) y el proyecto y dirección del Conjunto Habitacional Boulevard Roca I. También una serie de casas en las sierras cercanas a la ciudad de Córdoba,  enclavadas en el paisaje natural, construidas con un cuidado especial por las texturas y los materiales.

### Gestión
La actividad académica de Mariela Marchisio creció en el tiempo y redefinió su perfil laboral. Entre 2011 y 2014 se desempeñó como Secretaria Académica de la Facultad de Arquitectura, Urbanismo y Diseño de la Universidad Nacional de Córdoba, durante la gestión de la decana Elvira Fernández. Luego lideró junto a Elvira Fernández y Adriana Bisceglia, el IPLAM, Instituto de Planificación Municipal de la Ciudad de Córdoba. En este espacio trabajó especialmente sobre las centralidades incipientes y los espacios públicos en las ciudades como sistema de operaciones en red. En 2017, Marchisio fue elegida por voto directo, secreto y obligatorio de todos los claustros universitarios, como decana en la Facultad de Arquitectura, Urbanismo y Diseño de la Universidad Nacional de Córdoba.

## Premios y reconocimientos
La casa en Capilla del Monte, construida en 2001, fue seleccionada y expuesta en la XV Bienal Panamericana de Arquitectura de Quito en 2006. Además fue publicada en la revista Grand Designs (Inglaterra, 2007), en la Revista Decoration, Das Internationale Style Magazine (Alemania. 2008), en el Diario El País, Revista Semanal, (España. 2007), en Revista Case da Abitare, (Italia, 2005).
La casa en Villa Cielo, también en Capilla del Monte (2007), fue seleccionada como una de las Diez casas del año por el diario Clarín y preseleccionada para la Bienal de Lisboa. En 2008 fue elegida entre las 15 obras que representaron a la Argentina en la XI Bienal Internacional de Arquitectura de Venecia y  publicada en el catálogo de la muestra. La selección argentina fue realizada por la Sociedad Central de Arquitectos de Buenos Aires. La casa también fue seleccionada y expuesta en la XVI Bienal Panamericana de Arquitectura de Quito de 2008 y ha sido publicada en el libro Casas en América Latina (Quito, 2008) y en Revista A+U Architecture and Urbanisme (Tokio, 2009).